# 1930 год в науке
В 1930 году были различные научные и технологические события, некоторые из которых представлены ниже.

## События
- 13 апреля — частное лунное затмение в экваториальной зоне Земли (фаза 0,10)[1].
- 28 апреля — гибридное солнечное затмение (максимальная фаза 1,0003)[2].
- 7 октября — частное лунное затмение в южном полушарии (фаза 0,02)[1].
- 21 октября — полное солнечное затмение (максимальная фаза 1,023)[3].

### События без точных дат
- Опубликован стандарт Международного астрономического союза (МАС), закрепивший деление неба на 88 созвездий (согласован на Ассамблее МАС в 1928 году)[4].
- Образован Совет по изучению производительных сил (СОПС), научно-исследовательское учреждение при РАН и Министерстве экономического развития и торговли России.
- Организована Американская ассоциация учителей физики[5].
- Упразднено Еврейское историко-этнографическое общество.

## Достижения человечества
- 1 мая — образован Сибирский горный институт (ныне ИРНИТУ) в г. Иркутске.
- 29 августа — образован Московский авиационный институт.
- 13 октября — образован Ленинградский институт инженеров связи имени М. А. Бонч-Бруевича (ныне Санкт-Петербургский государственный университет телекоммуникаций).

### Открытия
- 18 февраля — Плутон обнаружен американским астрономом Клайдом Томбо (Clyde W. Tombaugh) на снимках от 23 и 29 января.

### Изобретения
- Ванневар Буш (США) создал аналоговый компьютер (механическую интегрирующую машину), применяющийся при расчёте траектории стрельбы корабельных орудий.
- Э. Лоуренс и С. Ливингстон построили первую действующую модель циклотрона[6].

### Новые виды животных
- Животные, описанные в 1930 году

## Награды
- Нобелевская премия:
  - Физика — Чандрасекара Венката Раман, «За работы по рассеянию света и за открытие эффекта, названного в его честь».
  - Химия — Ханс Фишер, «За исследования по конструированию гемина и хлорофилла, особенно за синтез гемина».
  - Медицина и физиология — Карл Ландштейнер, «За открытие групп крови человека».

## Родились
- 10 марта — Фриц Нестле[нем.], немецкий математик; сын Эрвина Нестле, внук Эберхарда Нестле (ум. 2015)[7]
- 6 июня — Ивери Варламович Прангишвили, советский грузинский учёный в области теории процессов и систем управления, информатики и вычислительной техники.
- 5 августа — Нил Армстронг, американский астронавт, первый человек, ступивший на Луну.
- 27 августа — Виктор Кузьмич Абалакин, российский астроном, член-корреспондент Российской академии наук.
- 24 сентября — Джон Янг, астронавт США.

## Скончались
- 23 июля — Гленн Хаммонд Кёртисс (англ. Glenn Hammond Curtiss), американский пионер авиации.